# Original 9
Les Original 9 sont un groupe de neuf joueuses de tennis professionnelles (7 Américaines et 2 Australiennes) qui se sont séparées des instances dirigeantes du tennis en 1970 pour lancer leur propre circuit professionnel de tennis féminin, le Virginia Slims Circuit, qui a ensuite évolué en 1973 pour devenir le WTA Tour.

Les Original 9 posent avec des billets de 1 dollar le 23 septembre 1970 au Houston Racquet Club.

## Contexte
Depuis l'avènement en tennis de l'ère Open en 1968, femmes et hommes ne sont pas traités sur un pied d'égalité, les rétributions des premières pour leurs prestations sportives se réduisant à une fraction de celles des seconds (dix pour cent ou moins),,,.
Gladys Heldman, fondatrice et directrice du magazine World Tennis, décide alors d'instaurer un circuit professionnel exclusivement féminin et autonome. Neuf joueuses, les Original 9, acceptent de la suivre dans ce projet en signant chacune auprès d'elle un contrat symbolique d'un dollar, : Billie Jean King, Rosie Casals, Nancy Richey, Kerry Melville, Peaches Bartkowicz, Kristy Pigeon, Judy Dalton, Valerie Ziegenfuss et Julie Heldman (fille de Gladys).
Rapidement, Gladys Heldman obtient l'appui financier du cigarettier Philip Morris et, le 25 septembre 1970, se tient à Houston, le tournoi de tennis féminin Virginia Slims Invitational doté de 7 500 dollars. C'est Rosie Casals qui remporte ce 1er tournoi en battant en finale Judy Dalton. C'est un succès populaire même si les joueuses américaines (sept parmi les Original Nine) sont alors temporairement suspendues par l'USLTA avant que cette dernière n'intègre le nouveau circuit féminin dans ses propres structures.

## Les 9 joueuses
Les neuf joueuses de tennis professionnelles, classées par ordre alphabétique, sont les suivantes (avec leur palmarès de l'époque) :
- Peaches Bartkowicz[12]: vainqueure du titre national des filles des moins de 18 ans des États-Unis trois fois de suite, égalant le record de Sarah Palfrey. Elle a également remporté le tournoi junior filles de Wimbledon en 1964 et remporté deux médailles aux Jeux olympiques de 1968 (tennis en démonstration).

- Rosie Casals[13]: championne en titre de Wimbledon en double et en double mixte en 1970, elle a également remporté le titre en double de l'US Open cette même année et atteint la finale de la compétition en simple face à Margaret Court. Quelques semaines plus tard, elle remporte le Virginia Slims Invitational.

- Judy Dalton[14]: elle venait de réaliser un Grand Chelem en carrière en double féminin en remportant l'US Open, le seul titre manquant à sa collection. Dalton faisait partie de l'Équipe d'Australie de Fed Cup qui avait gagné la Coupe de la Fédération 1970.

- Julie Heldman[15]: la fille de Gladys Heldman a été trois fois championne junior au Canada et championne junior aux États-Unis. Comme Peaches Bartkowicz, elle a remporté plusieurs médailles aux Jeux olympiques de 1968 (tennis en démonstration). Elle a remporté notamment le tournoi de Cincinnati (1962) et les Internationaux d'Italie (1969) en simple dames. Heldman réalise en 1970 son meilleur parcours en Grand Chelem en atteignant les demi-finales de Roland-Garros.

- Billie Jean King[16]: championne d'Australie et de l'US Open et triple championne de Wimbledon en simple, King était également la championne en titre du double de Wimbledon et du double mixte de Roland-Garros. À ce stade de sa carrière, King avait déjà réalisé un Grand Chelem en double mixte et n’avait besoin que de Roland-Garros pour répéter l’exploit en simple (ce qu'elle fera en 1972). King était considérée comme la cheffe de file parmi les joueuses.

- Kerry Melville[17]: à seulement 23 ans, elle venait tout juste d'entrer dans le top 10 mondial lorsqu'elle a rejoint King et Heldman. En 1970, elle parvient également à atteindre la finale de son Grand Chelem à domicile, sa première finale, mais perd contre Margaret Court.

- Kristy Pigeon[18]: gagnante du titre Junior à Wimbledon en 1968, elle a également atteint le quatrième tour à Wimbledon en 1968 et 1969. Elle avait 20 ans lorsqu'elle a pris position contre l'establishment.

- Nancy Richey[19]: vainqueure de l'Open d'Australie en 1967 et de Roland-Garros en 1968, elle est aussi finaliste quatre fois en Grand Chelem. Elle atteint la place de N°2 mondiale fin 1969.

- Valerie Ziegenfuss[20]: a atteint le quatrième tour de l'US Open en 1969 et le troisième tour à Wimbledon en 1970. Elle a aussi remporté 3 titres en double à cette date.

Deux autres joueuses s'étaient retirées du projet :

 Patti Hogan qui s'est retirée car elle ne voulait pas prendre de risque et s'opposer à l'establishment ;

 Margaret Court qui, ayant réalisé le Grand Chelem en 1970 et venant de perdre à Charlotte contre Chris Evert, alors âgée de 15 ans, s'est retirée en raison d'une blessure à la cheville gauche qui l'a tenue à l'écart pendant trois mois. Elle fut remplacée par Kristy Pigeon.

## Lancement du circuit féminin Virginia Slims
Le succès du circuit Virginia Slims va donner raison aux Original 9. En 1971, le circuit compte déjà dix-neuf tournois parrainés par Virginia Slims pour une dotation financière totale de 309 100 dollars.
À cette époque, la saison comprend :
- les tournois du Virginia Slims Circuit, se déroulant exclusivement aux États-Unis,
- les tournois du ILTF Pepsi Grand Prix, se tenant pour leur part dans le monde entier,
- d'autres tournois qui n'appartiennent à aucun de ces deux circuits, les (« non-Tour events »).

## Création de la WTA
En juin 1973, alors que l’Angleterre attend impatiemment Wimbledon, une soixantaine de joueuses de tennis s’enferment dans une salle du Gloucester Hotel de Londres. Alors que leurs équivalents masculins ont créé l’ATP un an plus tôt, elles ont décidé, elles aussi, de se forger un destin commun. Au début de la réunion, Billie Jean King déclare : « Tant que nous n’avons pas créé une association de joueuses, nous ne sortons pas d’ici ». A l'issue de cette réunion de 2 heures, Billie Jean King crée la WTA en vue de défendre l'intérêt des joueuses et de rassembler un maximum d'épreuves féminines au sein d'une même compétition. Cette unification sera finalement effective en 1983.

## Mise en place du classement WTA
Le 3 novembre 1975, quatre ans après que les Original 9 ont lancé le premier circuit professionnel féminin, la WTA publie le premier classement mondial féminin informatisé. Sans surprise, Chris Evert, qui domine largement le tennis depuis 1974, est la première joueuse à apparaître en tête de ce classement.

## Entrée au International Tennis Hall of Fame
Le 20 juillet 2021, ces neuf joueuses intègrent collectivement le musée consacré à l'histoire du tennis l'International Tennis Hall of Fame,.
Billie Jean King prononce des mots forts dans son discours d'inscription : « Nous neuf, avec notre intrépide leader Gladys Heldman, avions une vision pour l'avenir du tennis féminin. Nous voulions que n'importe quelle fille dans le monde, si elle était assez bonne, ait une place pour concourir, soit reconnue pour ses réalisations, pas seulement pour son apparence, et surtout, qu'elle puisse gagner sa vie en jouant au tennis professionnel. Les joueuses de tennis professionnelles d'aujourd'hui sur le circuit WTA vivent notre rêve. Le tennis féminin est le leader du sport féminin ».